# Conistra daubei
Conistra daubei is een vlinder uit de familie uilen (Noctuidae). De wetenschappelijke naam is voor het eerst geldig gepubliceerd in 1838 door Duponchel.
De soort komt voor in Europa.